# Cheptainville
Cheptainville é uma comuna francesa na região administrativa da Ilha de França, no departamento de Essonne. Estende-se por uma área de 7.15 km². Em 2010 a comuna tinha 2 154 habitantes (densidade: 301,3 hab./km²).